# Afrilobus jocquei
Afrilobus jocquei is een spinnensoort in de taxonomische indeling van de Orsolobidae.
Het dier behoort tot het geslacht Afrilobus. De wetenschappelijke naam van de soort werd voor het eerst geldig gepubliceerd in 1987 door Griswold & Norman I. Platnick.